# Região Kalmar
A Região Kalmar (em sueco: Region Kalmar län;  PRONÚNCIA) é uma autarquia regional - responsável pela saúde, transportes públicos e desenvolvimento regional – na área geográfica do condado de Kalmar.

É constituída pelas 12 comunas do condado, com uma área total de 11 159,80 km² e uma população de 246 346habitantes (2024).

A sua sede está na cidade de Kalmar.

## Áreas de responsabilidade
Tem como função principal a definição de políticas e a gestão da saúde pública, dos serviços de saúde, dos cuidados dentários, dos transportes públicos, e de apoio económico a instituições culturais do condado. Está igualmente encarregada da planificação geral da região.

### Assistência médica
A assistência médica provida pela Região Kalmar é feita através de hospitais, centros de saúde públicos, clínicas públicas de cuidados dentários, e outras instituições. 

#### Hospitais
A Região gere 3 hospitais, em Västervik, Oskarshamn e Kalmar. Dispõe de um centro de psiquiatria forense em Västervik.

#### Centros de saúde públicos
A região gere os centros de saúde públicos (vårdcentral), existentes em toda a região.

#### Clínicas públicas de cuidados dentários
A região gere as clínicas públicas de cuidados dentários (folktandvårdsklinik).

### Transportes públicos
A Região Kalmar é proprietária das empresas de transportes públicos Kalmar Länstrafik.

## Organização política da região

As "Regiões político-administrativas" da Suécia
H – Região Kalmar

As região constitui um nível intermédio entre o estado (staten) e os municípios (kommunerna) do condado.

### Órgão político e administrativo regional
A Região é dirigida por uma assembleia regional (regionfullmäktige), composta por 67 deputados regionais eleitos por 4 anos.

Esta assembleia elege por sua vez um governo regional executivo (regionstyrelse), constituído por 15 desses deputados, tanto da maioria política como da oposição.

Tem 13 conselheiros regionais (regionråd), eleitos pela Assembleia Regional (regionfullmäktige). Trabalham a tempo inteiro, e são responsáveis pela preparação e implementação das decisões políticas.

### A região e o condado
A Região Kalmar coexiste dentro do Condado de Kalmar com o ”Conselho Administrativo do Condado da Kalmar” (Länsstyrelsen i Kalmar län).

Enquanto que a região (region) é um órgão político, eleito pelos cidadãos e responsável pela saúde, transportes públicos e desenvolvimento regional, o conselho administrativo do condado (länsstyrelsen) é um órgão local do estado, com a missão de executar nesse mesmo condado as tarefas administrativas do estado - defesa civil, assistência social, proteção do ambiente e realização de eleições gerais, etc...  

### A região na União Europeia
No âmbito da União Europeia, a Região Kalmar exerce as suas funções no território consignado ao Condado de Kalmar, o qual é uma unidade estatística do tipo (Nuts 3).

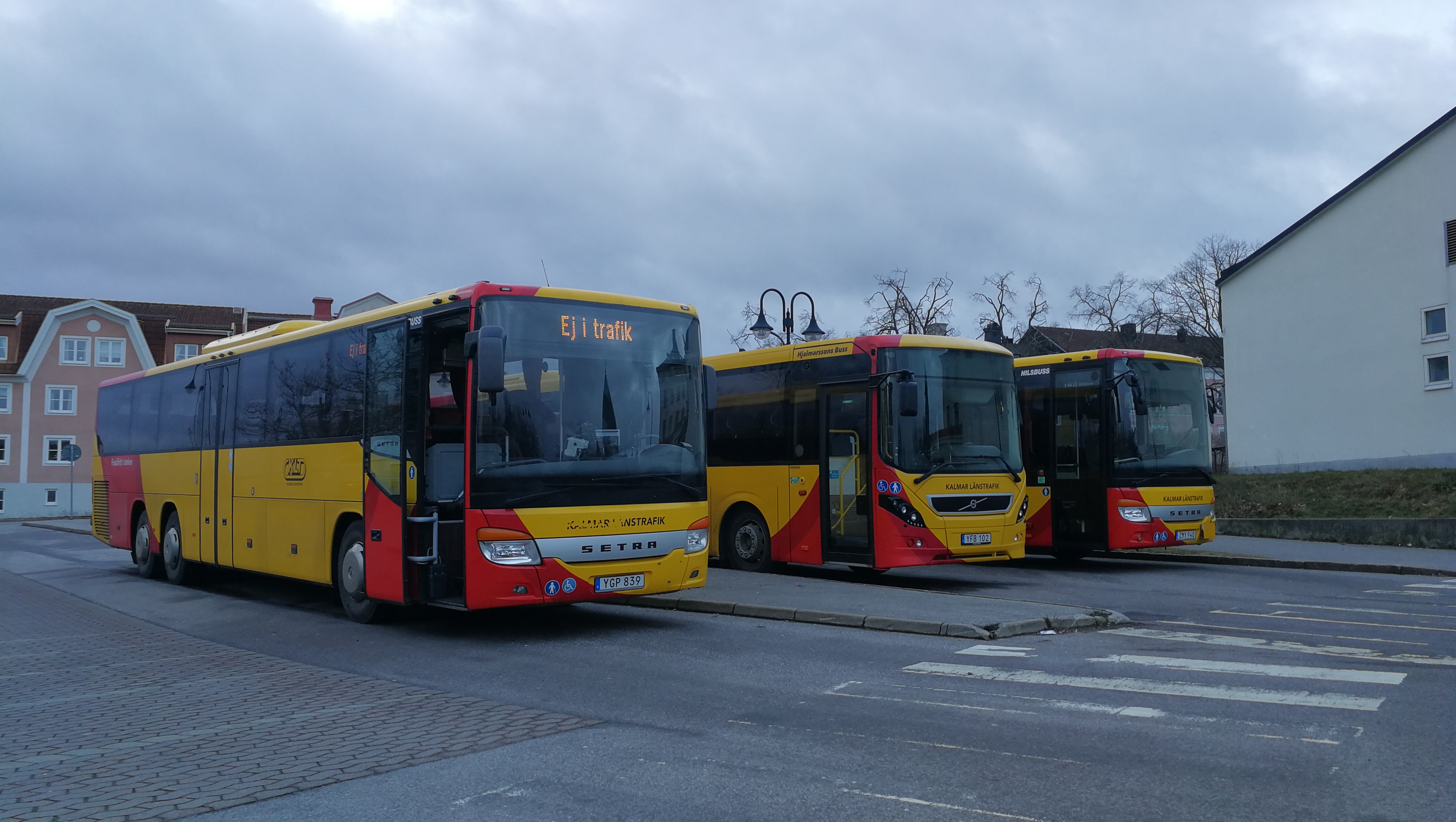
Transportes coletivos regionais em Västervik
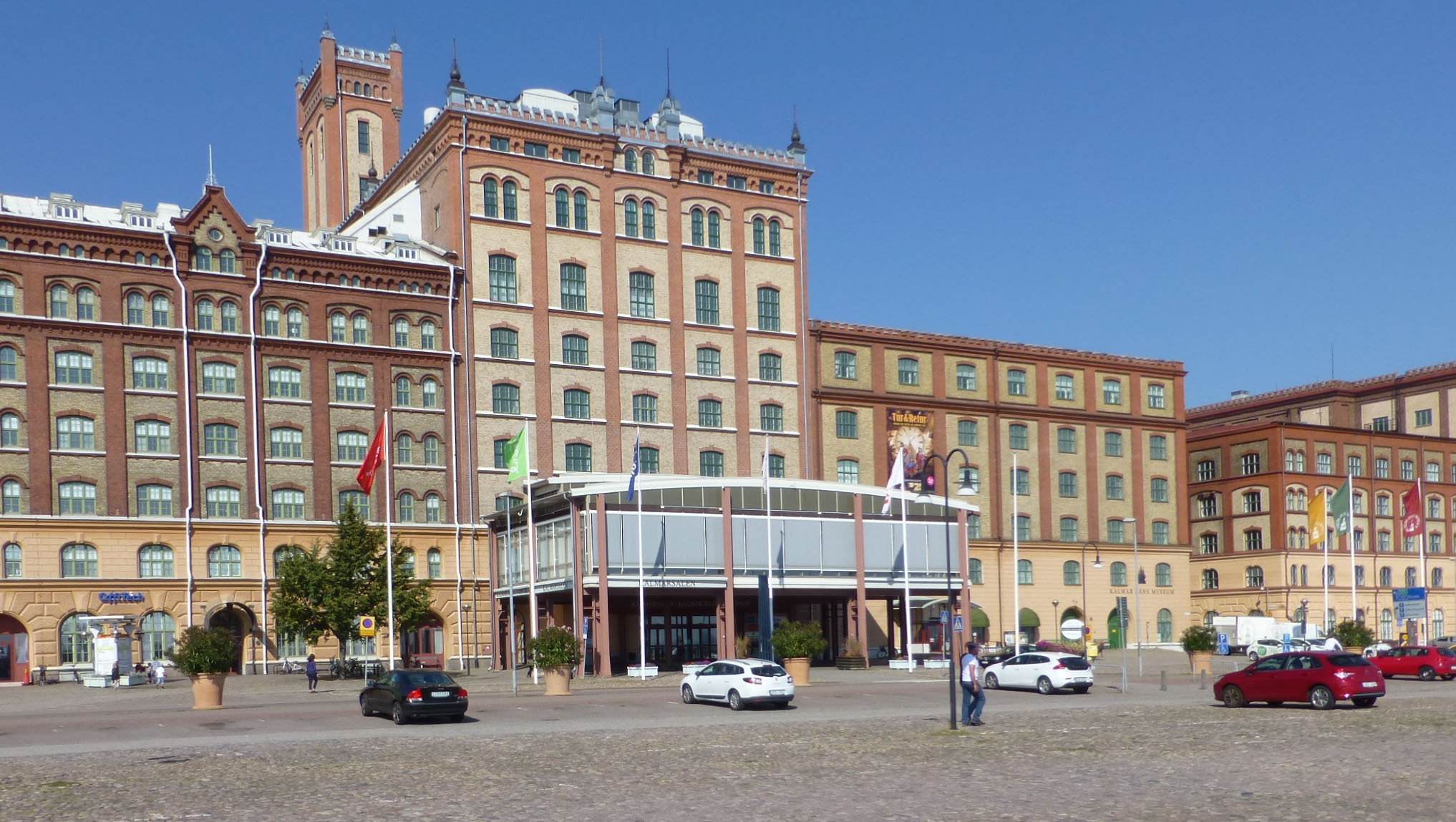
Museu Regional de Kalmar